# Industrie- und Handelskammer des Saarlandes
Die Industrie- und Handelskammer des Saarlandes (IHK Saarland) ist die Industrie- und Handelskammer für das Bundesland Saarland. Sie vertritt rund 58.000 saarländische Unternehmen mit fast 300.000 Mitarbeitern. Gegründet wurde sie im Jahre 1863. Ihre Hauptaufgaben sind die Beratung für Unternehmen, die politische Interessenvertretung und die Erfüllung staatlicher Aufgaben in der Hand der Wirtschaft. Die IHK Saarland ist eine Körperschaft des öffentlichen Rechts. Rechtsgrundlage ist das Gesetz Nr. 707 über die Industrie- und Handelskammer des Saarlandes vom 29. März 1960, zuletzt geändert durch das Gesetz vom 15. Februar 2006.

## Geschichte
Am 4. Juni 1815 verordnete Napoleon die Bildung einer Chambre de commerce de Sarrebruck. Saarbrücken gehörte in der Franzosenzeit zum durch Frankreich annektierten Linken Rheinufer. Mit der Schlacht bei Waterloo im gleichen Monat endete Napoleons Herrschaft. Die Kammer wurde daher praktisch nicht eingerichtet.
1843 beantragten 46 der führenden Saarbrücker Kaufleute und Industriellen die Genehmigung zur Errichtung einer Handelskammer, die zwei Jahre später durch die preußische Regierung abgelehnt wurde.
Im Oktober 1862 kam es erneut zu dem Antrag auf Einrichtung einer Handelskammer. Am 2. November 1863 wurde die allerhöchste Genehmigung des preußischen Königs Wilhelm I. ausgestellt, fünf Wochen danach die ersten Kammerwahlen durchgeführt. Es wurden 9 Mitglieder gewählt. Der Bankier Ferdinand Schlachter wurde erster Kammerpräsident (eigentlich war Eduard Karcher gewählt worden; dieser lehnte das Amt aber nach wenigen Tagen aus Zeitmangel ab). Die Kammer war auf den Kreis Saarbrücken beschränkt. Die preußischen Nachbarkreise blieben ohne Vertretung (die damals noch bayerischen Teile des heutigen Saarlandes sowieso).
Mit dem preußischen Handelskammergesetz 1870 erweiterte sich die Kammer. Während vorher die Handelsunternehmen dominiert hatten, erhielten nun auch Bergwerksunternehmen, Aktiengesellschaften und (in Saarbrücken ein wesentlicher Geschäftszweig) Bierbrauereien Stimmrecht für die Wahl der Kammer. Die Zahl der Mitglieder der Kammer stieg von 9 auf 12. Die Kammer blieb jedoch auf den Kreis Saarbrücken beschränkt.
Die Kammer war aufgrund der Randlage im Deutschen Reich stark an einer liberalen Außenhandelspolitik interessiert. Entsprechend stand sie in Opposition zur Schutzzollpolitik Bismarcks. Zum Eklat führte jedoch ein anderer Streit mit dem Preußischen Handelsministerium, nämlich der Konflikt um die Ausdehnung der Konsumvereine der saarländischen Stahlgruben. Diese stand den Interessen der in der Kammer organisierten Handelsunternehmen entgegen. Mit Erlass vom 30. November 1881 beschränkte Bismarck das Recht der Handelskammern, zu derartigen politischen Fragen Stellung zu beziehen. In ihrem Jahresbericht 1881 veröffentlichte die Kammer dennoch eine äußerst scharfe Kritik des Geschäftsgebarens der Konsumvereine. In der Gegenäußerung des Handelsministeriums vom 23. Mai 1883 sah die Kammer eine Provokation. Nachdem Bismarck mit Schreiben vom 18. August 1883 die Kritik der Kammer erneut zurückwies, beschloss die Handelskammer am 21. September 1883 die Selbstauflösung.

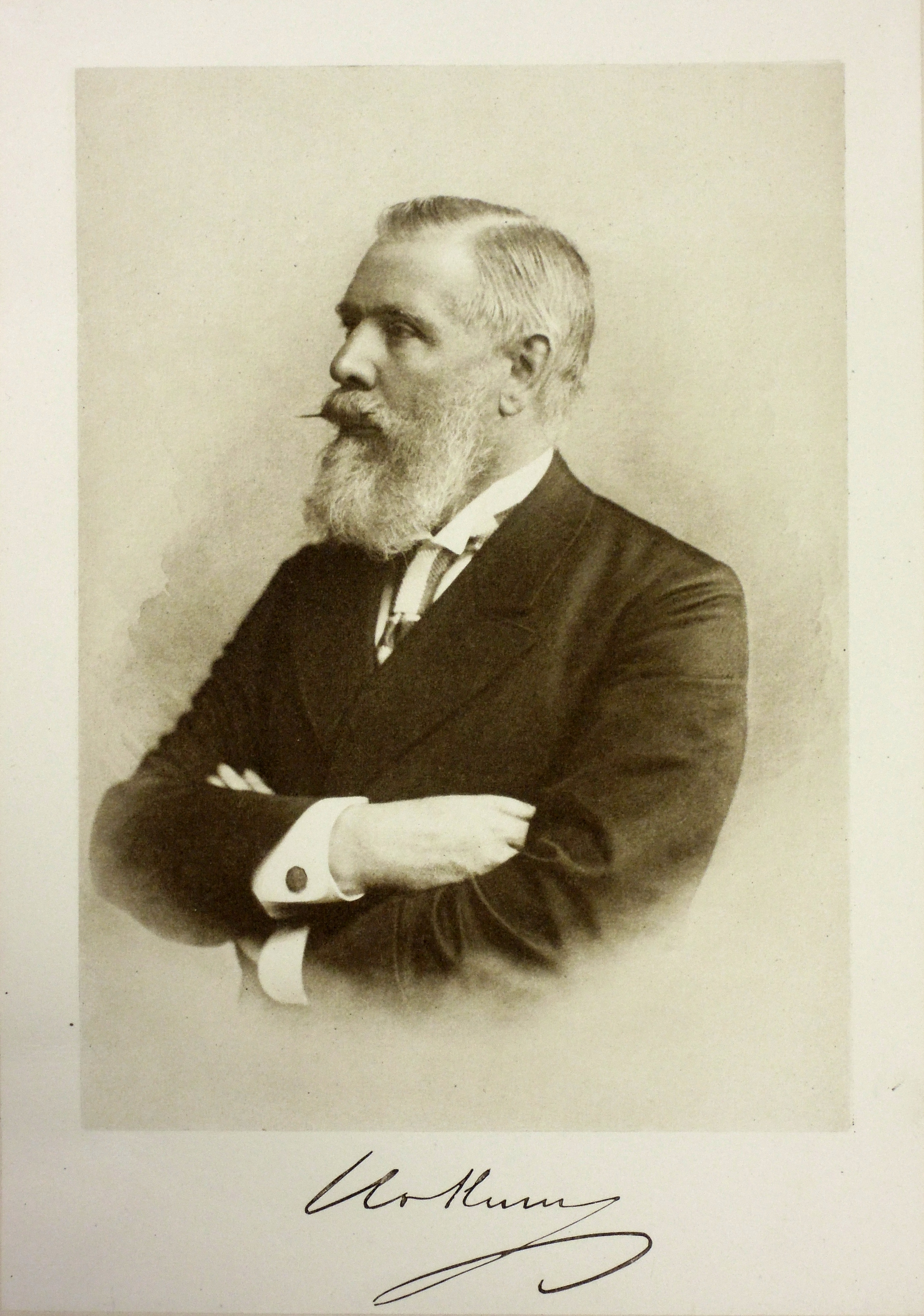
Carl Ferdinand Freiherr von Stumm-Halberg, Kammerpräsident nach der Neugründung

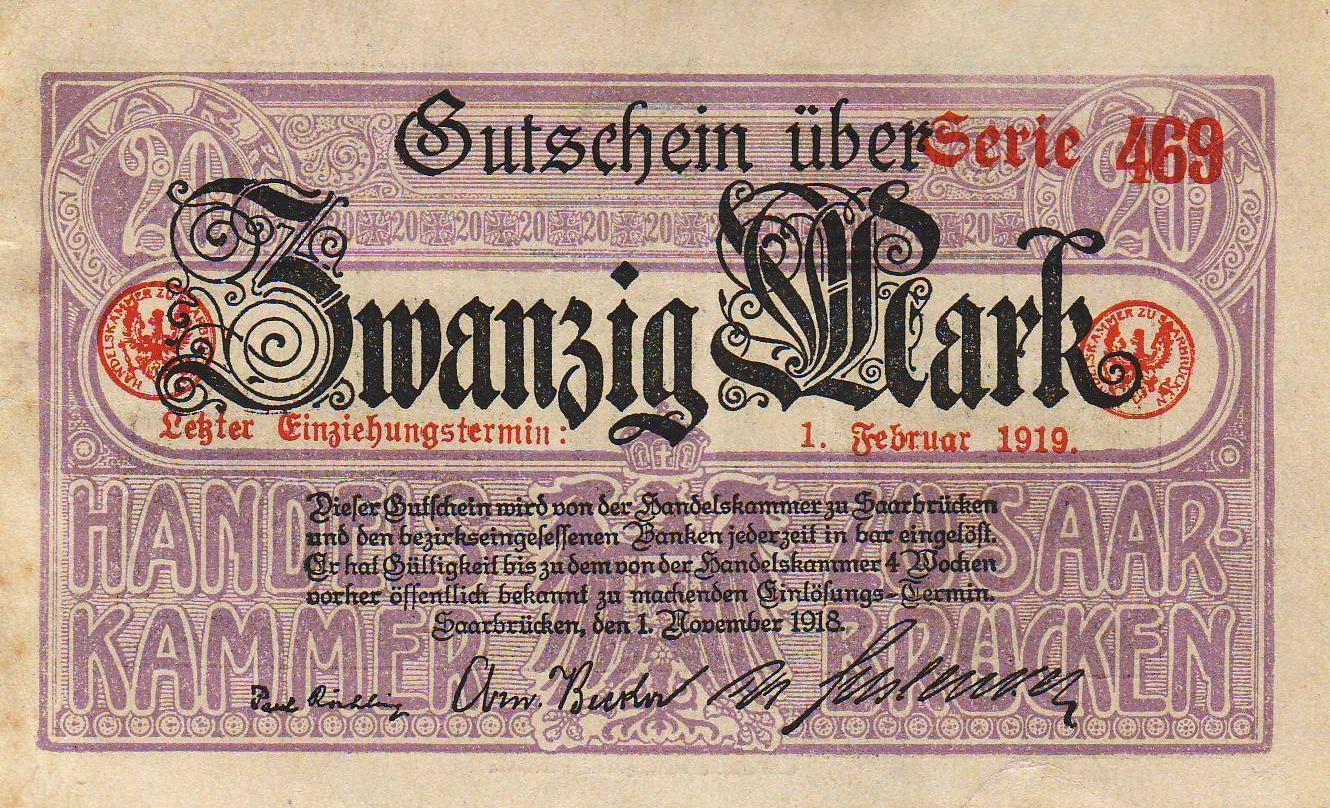
Notgeld der Handelskammer Saarbrücken im Ersten Weltkrieg

Mit Anordnung vom 26. September 1885 wurde durch Bismarck die Neugründung der Handelskammer verfügt. Sie sollte nur alle vier preußischen saarländischen Kreise (Kreis Saarbrücken, Landkreis Saarlouis, Landkreis St. Wendel und Landkreis Ottweiler) umfassen. Nun wurden 19 Mitglieder gewählt, von denen 9 auf den Kreis Saarbrücken entfielen.
Die Neugründung war von Anfang an vom Streit zwischen Theodor Röchling (1823–1885) und Carl Ferdinand Freiherr von Stumm-Halberg bestimmt. Um Röchlings Einfluss zu reduzieren, wurde am 11. Oktober der Wahlbezirk des Kreises Saarbrücken in zwei Handelskammerwahlbezirke geteilt. Röchling und 5 weitere Kammermitglieder (darunter der stellvertretende Vorsitzende Emil Haldy) traten daraufhin aus der Kammer aus. Erst 1898 trat mit Paul Röchling wieder ein Vertreter der Röchling-Gruppe in die Handelskammer ein.
Am 1. Mai 1909 wurde durch Eigeninitiative der Saarbrücker Kaufmannschaft die „Kaufmännische Fachschule der Handelskammer“ gegründet.
Nach dem Ersten Weltkrieg war der größte Teil des Kammergebietes 1920 bis 1935 als Saargebiet von Deutschen Reich abgetrennt. Gemäß § 28 des Saarstatutes durften die bisherigen Organisationen (darunter die Handelskammer) unter Aufsicht der Regierungskommission des Saargebietes bestehen bleiben. Auch blieb das preußische Handelskammergesetz in Kraft. Allerdings war das Kammergebiet zerschnitten. Der Kreis St. Wendel war beim Deutschen Reich verblieben und Teile der Pfalz (Bayern) waren Teil des Saargebietes geworden. Entsprechend wurde durch Gebietstausch mit der Handelskammer Trier und der Handelskammer Ludwigshafen der Kammerbezirk an das Saargebiet angepasst. Hierdurch stieg die Zahl der Mitglieder der Kammer auf 45 (später auf 48).
Um die Integration der Wirtschaft des Saargebietes in die französische Wirtschaft zu fördern, wurde mit Anerkennung des französischen Handelsministeriums eine „Franco-Saarländische Handelskammer“ als Konkurrenzorganisation gebildet, die jedoch keine Bedeutung gewinnen konnte. Da auch viele Maßnahmen der Regierungskommission diese Integration anstrebten, fand sich die Handelskammer, die diese Maßnahmen gutachterlich begleiten musste, vielfach in einer Oppositionsrolle gegen die Regierungskommission wieder. Insbesondere gegen die Einführung des Französischen Franc als Währung des Saargebietes leistete die Kammer bis zum 1. Juni 1923 Widerstand. Die Saarwirtschaft war durch die Deutsche Inflation 1914 bis 1923 und die anschließende Inflation des Franc 1925 und 1926 gleich doppelt getroffen.
Die nächste Herausforderung war die Schaffung einer Zollgrenze zwischen Deutschland und dem Saargebiet. Diese war nach dem Saarstatut in den ersten fünf Jahren untersagt gewesen. Nach Ablauf der Frist wurde jedoch das Saargebiet in das französische Wirtschaftsgebiet integriert und Zollgrenzen nach Deutschland errichtet. Nach langen Verhandlungen gelang es dem Kammervorstand am 22. Mai 1925 in Berlin mit Wirtschaftsminister Neuhaus eine Vereinbarung über die Stundung der Zölle zu erreichen. Mit dem Saarzollabkommen vom 23. Februar 1928 wurde eine endgültige Lösung gefunden.
Bereits mit der Machtergreifung der Nationalsozialisten im Deutschen Reich 1933, also noch vor der tatsächlichen Gleichschaltung, begann die Handelskammer im Saargebiet die Deutsche Front und die NS-Ideologie aktiv zu unterstützen und missliebige Mitglieder, wie beispielsweise jüdische Unternehmer, zu diskriminieren. Dieser offensichtliche Missbrauch ihrer hoheitlichen Befugnisse führte dazu, dass die Regierungskommission des Saargebietes die Handelskammer ihrer direkten Aufsicht unterstellte. Nach der Wiedereingliederung des Saargebietes ins Deutsche Reich im Jahr 1935 nach der sogenannten „Saarabstimmung“ erhielt die Kammer den Namen Industrie- und Handelskammer zu Saarbrücken. Die Bezeichnung als IHK war im Reich schon seit Jahren üblich, im Saargebiet hatte man den bisherigen Namen jedoch behalten.
Gleichzeitig erfolgte nun auch formell die Gleichschaltung der IHK. Die Selbstverwaltung der Wirtschaft wurde abgeschafft und die IHK nach dem Führerprinzip orientiert. Anstelle der gewählten Kammer stand nun ein ernannter Ausschuss. Die Kammer war dem Reichswirtschaftsministerium unterstellt, die Unternehmen des Saargebiets der NS-Kommandowirtschaft unterworfen. Kammerpräsident Bodo Karcher gab 1937 sein Amt auf. 1943 erfolgte die Aufhebung der IHK und die Übernahme der Aufgaben der Kammer durch die neu geschaffene Gauwirtschaftskammer Westmark. Fachlich umfasste sie neben der alten IHK auch noch die Handwerkskammern dieser Gebiete.
Mit dem Ende des Zweiten Weltkriegs endete auch die Gauwirtschaftskammer. Saarbrücken wurde am 21. März 1945 durch amerikanische Truppen eingenommen. Mit Verfügung der Militärregierung wurde die Gauwirtschaftskammer zum 20. Juni 1945 aufgelöst und die IHK zu Saarbrücken wieder errichtet. Luitwin von Boch-Galhau wurde erneut zum Präsidenten der Kammer ernannt. Ihm wurde H.G. Scholl und Alfred Anterist als Vizepräsidenten an die Seite gegeben.
Erneut wurde das Saarland 1947 bis 1956 von Deutschland getrennt und bildete ein halbsouveränes Protektorat Frankreichs. Mit Ordonnanz Nr. 139 der Militärregierung vom 12. Dezember 1947 wurde eine 15-köpfige Kommission eingesetzt, die eine Kammersatzung erstellen sollte. Das neue Kammerstatut wurde am 28. Mai 1948 als Gesetz erlassen. Die Kammer war nun wieder Körperschaft des öffentlichen Rechtes und dem saarländischen Wirtschaftsminister unterstellt. Ein gewählter Beirat aus 28 Personen wählte nun die Kammerspitze, an deren Spitze ein Präsident stand, der jedoch nach französischer Vorgabe die in Frankreich übliche Amtsbezeichnung „Generalsekretär“ führte. Generalsekretär wurde Frédéric Schlachter.
Nach der Rückgliederung des Saarlandes in die Bundesrepublik Deutschland wurde am 1. Januar 1960 das bundesdeutsche „Gesetz zur vorläufigen Regelung des Rechtes der Industrie- und Handelskammer des Saarlandes“ vom 16. Dezember 1956 wirksam und die IHK wieder in das IHK-System der Bundesrepublik eingegliedert. Seither besteht die Vollversammlung aus 22 Mitgliedern. Nach den ersten Kammerwahlen am 15. Januar 1961 bestätigte die Vollversammlung am 24. Januar 1961 Präsident Kurt Schluppkotten im Amt.
Im Jahr 1989 beteiligte sich die Industrie- und Handelskammer des Saarlandes zur Förderung des grenzüberschreitenden Handels mit Frankreich an der Gründung des World Trade Center Metz–Saarbrücken.

## Organisationsstruktur

### Präsidium
An der Spitze einer IHK stehen der ehrenamtlich tätige Präsident und der Hauptgeschäftsführer. Seit dem 27. April 2017 ist Hanno Dornseifer, Vorstand, VSE AG, Präsident der IHK Saarland. Unterstützt wird er von acht Vizepräsidenten: Philipp Gross, Susanne Juchem, Wolfgang Herges, Petra Krenn, David Zimmer, Sonja Anton, Michael Karrenbauer, Oliver Schmitt.

### Vollversammlung
Das höchste Gremium einer IHK ist die Vollversammlung. Im Saarland hat die Vollversammlung 65 ehrenamtliche Mitglieder, die alle Vertreter eines Unternehmens sind. Die Vollversammlung wird alle fünf Jahre von Unternehmen und Kleingewerbetreibenden des Kammerbezirks Saarland gewählt. Die derzeitige Wahlperiode endet 2022.

### Hauptgeschäftsführung
Hauptgeschäftsführer der IHK Saarland ist seit dem 1. Januar 2021 Frank Thomé.

## Geschäftsbereiche
Es gibt folgende Geschäftsbereiche:
- Recht und Zentrale Dienste
- Beruf und Bildung
- Wirtschaftspolitik und Unternehmensförderung

## Publikationen
Am 1. April 1883 wurde erstmals eine Zeitschrift der Handelskammer Saarbrücken herausgegeben, das „Saarbrücker Gewerbeblatt für Industrie, Handel und Verkehr“.
Die saarwirtschaft ist heute die Zeitschrift der IHK Saarland. Sie informiert die Mitgliedsunternehmen über Neuigkeiten aus der regionalen Wirtschaft. Die Zeitschrift erscheint alle zwei Monate. Die Druckauflage beträgt 23.000 Exemplare.

## Gebäude

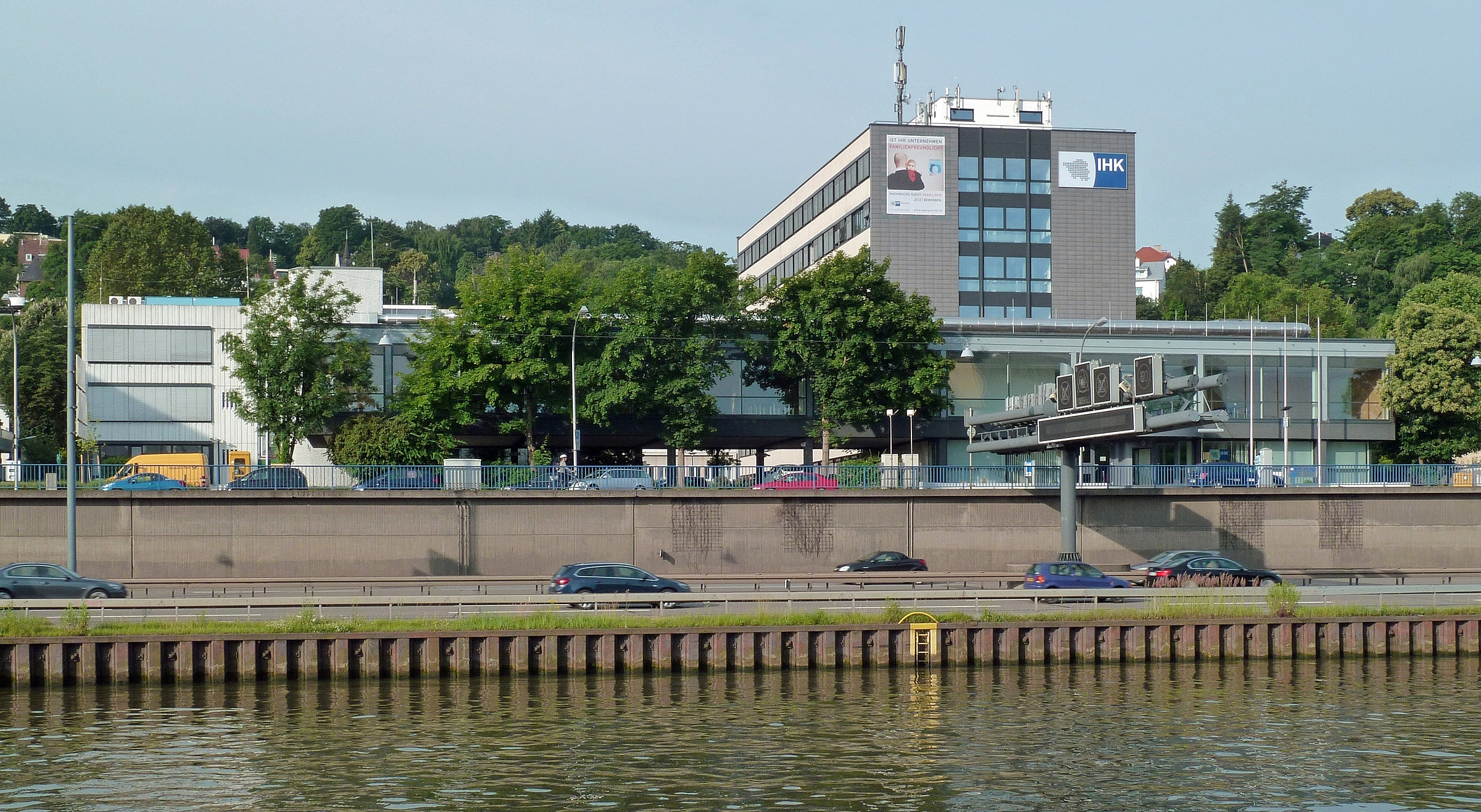
Heutiges Kammergebäude

Bis 1901 war die Kammer in gemieteten Räumen untergebracht. Diese befanden sich zunächst am Schlossplatz und dann im Wartesaalgebäude des Hauptbahnhofs „eine Treppe hoch“.
Von 1901 bis 1930 war das „Haus Saarindustrie“ in der Saarbrücker Königin-Luisen-Straße 33 (heute: Ursulinenstraße) der Sitz der Handelskammer. Die Kammer hatte das Haus am 1. Oktober 1901 erworben.
1930 wurde das neue Kammergebäude an der Hindenburgstraße 9 (heute: Franz-Josef-Röder-Straße) bezogen. Das Haus wurde im Krieg am 5. Oktober 1944 durch einen Luftangriff zerstört. Hierbei wurde auch das Archiv der Kammer zerstört. Nach dem Krieg wurde zunächst das Kammergebäude in der Bismarckstraße 106 bezogen.
1953 bis 1963 nutzte die Kammer das Haus An der Christ-König-Kirche 10 als Kammergebäude.
Die IHK Saarland hat heute ihren Sitz in der Franz-Josef-Röder-Straße 9, im Saarbrücker Regierungsviertel. Das Gebäude wurde nach Plänen der Arbeitsgemeinschaft Schlier/Kugelmann/Alt im Auftrag der Kammer auf dem Gelände des Kammergebäudes von 1930 erbaut und 1963 bezogen.

## Personen

### Präsidenten
- Ferdinand Schlachter (1864–1875)
- Theodor Röchling (1875–1883)

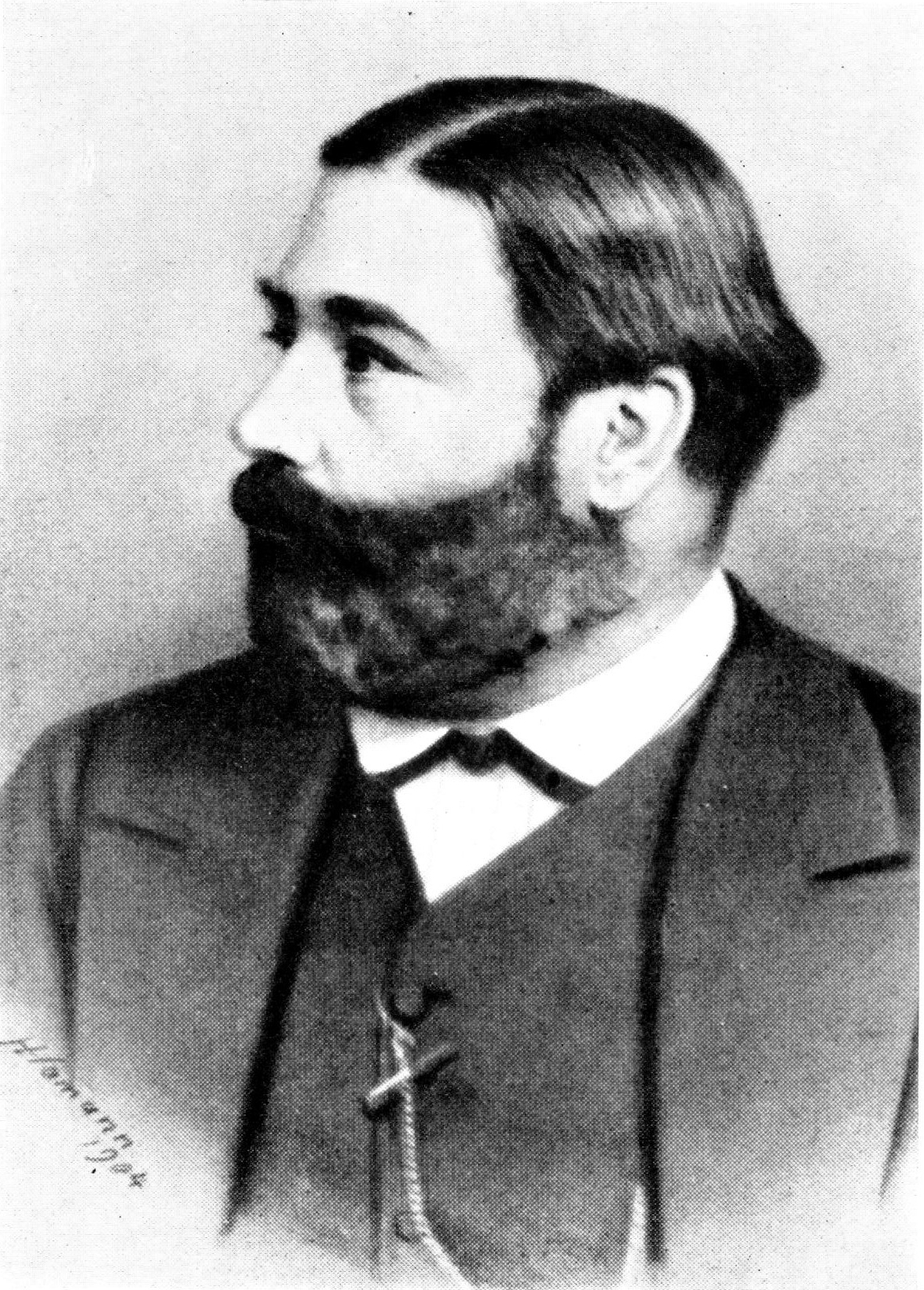
Ferdinand Schlachter, erster Präsident der Kammer

- Zwischen 1883 und 1886 bestand die Kammer nicht
- Carl Ferdinand Freiherr von Stumm-Halberg (1886–1901)
- Louis Vopelius (1901–1914)
- Paul Röchling (1915–1919)
- Luitwin von Boch-Galhau (1920–1932)
- Heinrich Lampert (1932–1933)
- Bodo Karcher (1933–1937)
- Hans Karcher (1938–1941)
- Gauwirtschaftsberater Wilhelm Bösing (1941–1943)
- Bernhard Seibert (1944–1945)
- Luitwin von Boch-Galhau (1945)
- Frédéric Schlachter (1948–1950)
- Theodor Jansen (1950–1954)
- Kurt Lenhard (1954–1956)
- Arthur Heitschmidt (Februar bis Dezember 1956)
- Kurt Schluppkotten (1956–1969)
- Manfred Schäfer (1981)
- Jost Prüm (1985–1996)
- Richard Weber (1996–2017)
- Hanno Dornseifer (ab 2017)

### Andere Persönlichkeiten
- Hanspeter Georgi (Hauptgeschäftsführer 1989–1999)
- Alexander Tille (Syndikus 1903–1912)
- Ernst Wagner (Mitglied, ab 1888 stellv. Vorsitzender)
- Franz Emil Anton Haldy (stellv. Vorsitzender)